# Neuchâtel Xamax Football Club 2003-2004
Questa voce raccoglie le informazioni riguardanti il Neuchâtel Xamax Football Club nelle competizioni ufficiali della stagione 2003-2004.

## Stagione
Nella stagione 2003-2004 il Neuchâtel Xamax, allenato da Claude Ryf e Christophe Moulin, concluse il campionato di Super League al 9º posto e vinse il doppio spareggio promozione-retrocessione con il Vaduz. In Coppa UEFA il Neuchâtel Xamax fu eliminato al primo turno dall'Auxerre.

## Rosa
| N. |                         | Ruolo | Calciatore         |
| -- | ----------------------- | ----- | ------------------ |
| 1  | Svizzera (bandiera)     | P     | Patrick Bettoni    |
| 2  | Argentina (bandiera)    | D     | Miguel Portillo    |
| 3  | Francia (bandiera)      | C     | Youness Bengelloun |
| 4  | Senegal (bandiera)      | D     | Cheikh Daffe       |
| 5  | Svizzera (bandiera)     | D     | Steve von Bergen   |
| 6  | Senegal (bandiera)      | D     | Kader Mangane      |
| 7  | RD del Congo (bandiera) | A     | Mobulu M'Futi      |
| 8  | Svizzera (bandiera)     | C     | André Wiederkehr   |
| 9  | Australia (bandiera)    | A     | Joel Griffiths     |
| 10 | Camerun (bandiera)      | A     | Samuel Ojong       |
| 11 | Svizzera (bandiera)     | A     | Alexandre Rey      |
| 12 | Svizzera (bandiera)     | C     | Roland Bättig      |
| 13 | RD del Congo (bandiera) | C     | Makaya Nsilulu     |
| 14 | Svizzera (bandiera)     | D     | Eddy Barea         |
| 15 | Svizzera (bandiera)     | C     | Xavier Margairaz   |
| 16 | Guinea (bandiera)       | D     | Schuman Bah        |
| 17 | Senegal (bandiera)      | A     | Badara Niakasso    |

| N. |                      | Ruolo | Calciatore        |
| -- | -------------------- | ----- | ----------------- |
| 18 | Svizzera (bandiera)  | P     | Laurent Walthert  |
| 19 | Svizzera (bandiera)  | D     | Pascal Oppliger   |
| 20 | Svizzera (bandiera)  | C     | Sébastien Zambaz  |
| 21 | Francia (bandiera)   | C     | Gérald Forschelet |
| 22 | Francia (bandiera)   | A     | Laurent Leroy     |
| 23 | Svizzera (bandiera)  | P     | Florent Delay     |
| 24 | Svizzera (bandiera)  | C     | Raphaël Nuzzolo   |
| 25 | Svizzera (bandiera)  | A     | Bastien Nicoud    |
| 26 | Svizzera (bandiera)  | A     | Damien Greub      |
| 27 | Svizzera (bandiera)  | P     | Steven Kocher     |
| 29 | Italia (bandiera)    | D     | David Pirelli     |
| 29 | Francia (bandiera)   | A     | Éric Hassli       |
| 31 | Svizzera (bandiera)  | C     | Michael Decastel  |
|    | Svizzera (bandiera)  | D     | Christophe Moulin |
|    | Spagna (bandiera)    | C     | Juan Muñoz        |
|    | Argentina (bandiera) | A     | Leandro D'Amico   |

## Organigramma societario
Area tecnica
- Allenatore: Christophe Moulin
- Allenatore in seconda:
- Preparatore dei portieri:
- Preparatori atletici:

## Calciomercato

### Sessione estiva
| Acquisti | Acquisti           | Acquisti         | Acquisti |
| R.       | Nome               | da               | Modalità |
| -------- | ------------------ | ---------------- | -------- |
| C        | Youness Bengelloun | Amiens           |          |
| D        | Cheikh Daffe       | Diaraf           |          |
| C        | Gérald Forschelet  | Bolton           |          |
| A        | Joel Griffiths     | Newcastle Jets   |          |
| C        | Naoki Imaya        | Blacktown City   |          |
| A        | Laurent Leroy      | Troyes           |          |
| C        | Xavier Margairaz   | Losanna          |          |
| A        | Badara Niakasso    | Diaraf           |          |
| C        | Makaya Nsilulu     | Espérance Zarzis |          |
| A        | Samuel Ojong       | Delémont         |          |
| C        | Sébastien Zambaz   | Losanna          |          |

| Cessioni | Cessioni         | Cessioni     | Cessioni |
| R.       | Nome             | a            | Modalità |
| -------- | ---------------- | ------------ | -------- |
| C        | Alex Da Silva    | Sp. Italiano |          |
| D        | Remo Buess       | Zurigo       |          |
| C        | Salah Khlifi     | Al-Ittihad   |          |
| A        | Leandro          | Young Boys   |          |
| C        | Maxime Sanou     | Zurigo       |          |
| D        | Jérôme Schneider | Delémont     |          |
| C        | Augustine Simo   | Zurigo       |          |
| C        | Dorjee Tsawa     | Sciaffusa    |          |
| P        | Gabriel Wüthrich | Delémont     |          |

### Sessione invernale
| Acquisti | Acquisti    | Acquisti | Acquisti |
| R.       | Nome        | da       | Modalità |
| -------- | ----------- | -------- | -------- |
| D        | Schuman Bah | Metz     |          |
| A        | Éric Hassli | Metz     |          |

| Cessioni | Cessioni      | Cessioni          | Cessioni |
| R.       | Nome          | a                 | Modalità |
| -------- | ------------- | ----------------- | -------- |
| A        | Bruno Valente | La Chaux-de-Fonds |          |

## Risultati

### Super League

#### Prima fase, girone di andata
| Arbitro: | Nobs |

|  |           |                      |
|  | Marcatori | 53’ (aut.) Schwegler |

| Arbitro: | Meier |

|                      |           |  |
| Griffiths 5’ Rey 88’ | Marcatori |  |

| Arbitro: | Beck |

|                                             |           |                           |
| Degen 11’ Giménez 19’, 46’ Yakın 90’ (rig.) | Marcatori | 60’ Mangane 85’ Margairaz |

| Arbitro: | Circhetta |

|         |           |                          |
| Rey 13’ | Marcatori | 78’ Chapuisat 85’ Magnin |

| Arbitro: | Kern |

|             |           |            |
| Rey 4’, 52’ | Marcatori | 90’ Chihab |

| Arbitro: | Wildhaber |

|                    |           |                |
| Mangane 82’ (aut.) | Marcatori | 85’ Wiederkehr |

| Arbitro: | Rutz |

|  |           |                 |
|  | Marcatori | 6’ (aut.) Barea |

| Thun 31 agosto 2003, ore 16:15 CEST 8ª giornata | Thun    | 0 – 0 referto | Neuchâtel Xamax | Stadion Lachen (3 000 spett.)\| Arbitro: \| Rogalla \| |
| Arbitro:                                        | Rogalla |               |                 |                                                        |

| Arbitro: | Salm |

|                             |           |                                  |
| Griffiths 3’ Wiederkehr 71’ | Marcatori | 6’ Aziawonou 61’ Diogo 74’ Kader |

#### Prima fase, girone di ritorno
| Arbitro: | Leuba |

|                                    |           |                  |
| M'Futi 8’ Forschelet 65’ Ojong 83’ | Marcatori | 68’ Lichtsteiner |

| Arbitro: | Bertolini |

|                                    |           |            |
| Merenda 60’ Tachie-Mensah 62’, 72’ | Marcatori | 32’ M'Futi |

| Arbitro: | Wildhaber |

|           |           |                                    |
| Ojong 77’ | Marcatori | 35’ Barberis 40’ Yakın 68’ Delgado |

| Arbitro: | Meier |

|                    |           |           |
| Giallanza 24’, 41’ | Marcatori | 50’ Ojong |

| Arbitro: | Nobs |

|                                 |           |           |
| Keita 34’ Iodice 72’ Chihab 90’ | Marcatori | 85’ Ojong |

| 1924-2004) (Neuchatel 29 ottobre 2003, ore 19:30 CET 15ª giornata | Neuchâtel Xamax | 0 – 0 referto | Wil | La Maladière (3 000 spett.)\| Arbitro: \| Bertolini \| |
| Arbitro:                                                          | Bertolini       |               |     |                                                        |

| Arbitro: | Laperrière |

|           |           |            |
| Bieli 18’ | Marcatori | 90’ M'Futi |

| Arbitro: | Wildhaber |

|  |           |          |
|  | Marcatori | 90’ Rama |

| Arbitro: | Leuba |

|               |           |  |
| Zambrella 45’ | Marcatori |  |

#### Seconda fase, girone di andata
| Arbitro: | Circhetta |

|           |           |  |
| Núñez 67’ | Marcatori |  |

| Arbitro: | Petignat |

|  |           |                       |
|  | Marcatori | 53’ Mordeku 73’ Nushi |

| Arbitro: | Salm |

|                                                     |           |  |
| Yakın 1’ Tum 10’, 53’ Giménez 70’, 72’ Guerrero 90’ | Marcatori |  |

| Arbitro: | Etter |

|  |           |                                |
|  | Marcatori | 28’, 61’ Häberli 65’ Chapuisat |

| Arbitro: | Busacca |

|                                                  |           |             |
| Soufiani 17’ Tachie-Mensah 65’ (rig.) Sutter 76’ | Marcatori | 7’ Portillo |

| Arbitro: | Meier |

|                      |           |                          |
| Kader 38’ Thurre 78’ | Marcatori | 5’ Bah 50’ (rig.) M'Futi |

| Arbitro: | Nobs |

|            |           |              |
| M'Futi 37’ | Marcatori | 51’ Raimondi |

| Arbitro: | Laperrière |

|          |           |  |
| Muff 89’ | Marcatori |  |

| Arbitro: | Rutz |

|                                        |           |                  |
| Forschelet 12’, 72’ M'Futi 87’ Rey 90’ | Marcatori | 80’ Kavelashvili |

#### Seconda fase, girone di ritorno
| Arbitro: | Rogalla |

|                     |           |  |
| Citko 23’ Bieli 90’ | Marcatori |  |

| Arbitro: | Bertolini |

|                                        |           |                        |
| M'Futi 21’, 86’ Forschelet 34’ Rey 65’ | Marcatori | 19’ Petrosyan 46’ Muff |

| Arbitro: | Wildhaber |

|                            |           |                                        |
| Zanni 68’ (rig.) Moser 86’ | Marcatori | 37’ M'Futi 40’ Rey 90’ (aut.) Aegerter |

| Arbitro: | Circhetta |

|                                                                 |           |               |
| M'Futi 20’, 64’ Forschelet 41’ Bättig 69’ Zambaz 74’ Hassli 90’ | Marcatori | 31’ Zambrella |

| Arbitro: | Laperrière |

|  |           |             |
|  | Marcatori | 73’ Merenda |

| Arbitro: | Sowa |

|                               |           |           |
| Chapuisat 7’, 63’ Leandro 88’ | Marcatori | 3’ Hassli |

| Arbitro: | Nobs |

|                                   |           |               |
| Rey 69’ Forschelet 90’ M'Futi 90’ | Marcatori | 59’ Smiljanić |

| Arbitro: | Busacca |

|                                |           |  |
| Nushi 1’, 67’ Barea 42’ (aut.) | Marcatori |  |

| Arbitro: | Grossen |

|                   |           |            |
| Rey 22’ Ojong 66’ | Marcatori | 45’ Çengel |

### Spareggio promozione-retrocessione
| 29 maggio 2004, ore CEST andata | Neuchâtel Xamax | 2 – 0 | Vaduz |  |

| 31 maggio 2004, ore CEST ritorno | Vaduz | 2 – 1 | Neuchâtel Xamax |  |

### Coppa UEFA
| Arbitro: | Müftüoglu |

|  |           |                           |
|  | Marcatori | 18’ Griffiths 35’ Mangane |

| Arbitro: | Malžinskas |

|                            |           |  |
| Griffiths 45’ Portillo 90’ | Marcatori |  |

| Arbitro: | Genov |

|          |           |  |
| Kalou 6’ | Marcatori |  |

| Arbitro: | D'Urso |

|  |           |             |
|  | Marcatori | 53’ Lachuer |

## Statistiche

### Statistiche di squadra
| Competizione                       | Punti | In casa | In casa | In casa | In casa | In casa | In casa | In trasferta | In trasferta | In trasferta | In trasferta | In trasferta | In trasferta | Totale | Totale | Totale | Totale | Totale | Totale | DR  |
| Competizione                       | Punti | G       | V       | N       | P       | Gf      | Gs      | G            | V            | N            | P            | Gf           | Gs           | G      | V      | N      | P      | Gf     | Gs     | DR  |
| ---------------------------------- | ----- | ------- | ------- | ------- | ------- | ------- | ------- | ------------ | ------------ | ------------ | ------------ | ------------ | ------------ | ------ | ------ | ------ | ------ | ------ | ------ | --- |
| Super League                       | 36    | 18      | 8       | 2       | 8       | 31      | 25      | 18           | 2            | 4            | 12           | 15           | 38           | 36     | 10     | 6      | 20     | 46     | 63     | -17 |
| Spareggio promozione-retrocessione | -     | 1       | 1       | 0       | 0       | 2       | 0       | 1            | 0            | 0            | 1            | 1            | 2            | 2      | 1      | 0      | 1      | 3      | 2      | +1  |
| Coppa UEFA                         | -     | 2       | 1       | 0       | 1       | 2       | 1       | 2            | 1            | 0            | 1            | 2            | 1            | 4      | 2      | 0      | 2      | 4      | 2      | +2  |
| Totale                             | 36    | 21      | 10      | 2       | 9       | 35      | 26      | 21           | 3            | 4            | 14           | 18           | 41           | 42     | 13     | 6      | 23     | 53     | 67     | -14 |

### Andamento in campionato
| Giornata  | 1 | 2 | 3 | 4 | 5 | 6 | 7 | 8 | 9 | 10 | 11 | 12 | 13 | 14 | 15 | 16 | 17 | 18 | 19 | 20 | 21 | 22 | 23 | 24 | 25 | 26 | 27 | 28 | 29 | 30 | 31 | 32 | 33 | 34 | 35 | 36 |
| --------- | - | - | - | - | - | - | - | - | - | -- | -- | -- | -- | -- | -- | -- | -- | -- | -- | -- | -- | -- | -- | -- | -- | -- | -- | -- | -- | -- | -- | -- | -- | -- | -- | -- |
| Luogo     | T | C | T | C | C | T | C | T | C | C  | T  | C  | T  | T  | C  | T  | C  | T  | T  | C  | T  | C  | T  | T  | C  | T  | C  | T  | C  | T  | C  | C  | T  | C  | T  | C  |
| Risultato | V | V | P | P | V | N | P | N | P | V  | P  | P  | P  | P  | N  | N  | P  | P  | P  | P  | P  | P  | P  | N  | N  | P  | V  | P  | V  | V  | V  | P  | P  | V  | P  | V  |
| Posizione | 4 | 2 | 4 | 5 | 4 | 4 | 6 | 5 | 5 | 4  | 5  | 5  | 6  | 7  | 7  | 7  | 8  | 9  | 10 | 10 | 10 | 10 | 10 | 10 | 10 | 10 | 10 | 10 | 10 | 9  | 9  | 9  | 9  | 9  | 9  | 9  |

Legenda:

Luogo: C = Casa; T = Trasferta. Risultato: V = Vittoria; N = Pareggio; P = Sconfitta.

### Statistiche dei giocatori
| Giocatore     | Super League | Super League | Super League | Super League | Coppa UEFA | Coppa UEFA | Coppa UEFA  | Coppa UEFA | Totale   | Totale | Totale      | Totale     |
| Giocatore     | Presenze     | Reti         | Ammonizioni  | Espulsioni   | Presenze   | Reti       | Ammonizioni | Espulsioni | Presenze | Reti   | Ammonizioni | Espulsioni |
| ------------- | ------------ | ------------ | ------------ | ------------ | ---------- | ---------- | ----------- | ---------- | -------- | ------ | ----------- | ---------- |
| S. Bah        | 7            | 1            | 1            | 0            | 0          | 0          | 0           | 0          | 7        | 1      | 1           | 0          |
| E. Barea      | 34           | 0            | 7            | 1            | 4          | 0          | 0           | 0          | 38       | 0      | 7           | 1          |
| Y. Bengelloun | 11           | 0            | 4            | 0            | 0          | 0          | 0           | 0          | 11       | 0      | 4           | 0          |
| P. Bettoni    | 30           | 0            | 1            | 0            | 4          | 0          | 0           | 0          | 34       | 0      | 1           | 0          |
| R. Bättig     | 26           | 1            | 5            | 0            | 3          | 0          | 1           | 0          | 29       | 1      | 6           | 0          |
| L. D'Amico    | 0            | 0            | 0            | 0            | 0          | 0          | 0           | 0          | 0        | 0      | 0           | 0          |
| C. Daffe      | 3            | 0            | 2            | 0            | 1          | 0          | 0           | 0          | 4        | 0      | 2           | 0          |
| M. Decastel   | 0            | 0            | 0            | 0            | 0          | 0          | 0           | 0          | 0        | 0      | 0           | 0          |
| F. Delay      | 6            | 0            | 0            | 0            | 0          | 0          | 0           | 0          | 6        | 0      | 0           | 0          |
| G. Forschelet | 24           | 6            | 7            | 0            | 0          | 0          | 0           | 0          | 24       | 6      | 7           | 0          |
| D. Greub      | 0            | 0            | 0            | 0            | 0          | 0          | 0           | 0          | 0        | 0      | 0           | 0          |
| J. Griffiths  | 29           | 2            | 7            | 0            | 4          | 2          | 1           | 0          | 33       | 4      | 8           | 0          |
| E. Hassli     | 13           | 2            | 3            | 0            | 0          | 0          | 0           | 0          | 13       | 2      | 3           | 0          |
| N. Imaya      | 8            | 0            | 1            | 0            | 1          | 0          | 0           | 0          | 9        | 0      | 1           | 0          |
| Y. Jeanneret  | 0            | 0            | 0            | 0            | 0          | 0          | 0           | 0          | 0        | 0      | 0           | 0          |
| S. Kocher     | 0            | 0            | 0            | 0            | 0          | 0          | 0           | 0          | 0        | 0      | 0           | 0          |
| L. Leroy      | 2            | 0            | 1            | 0            | 0          | 0          | 0           | 0          | 2        | 0      | 1           | 0          |
| M. M'Futi     | 27           | 12           | 5            | 0            | 3          | 0          | 1           | 0          | 30       | 12     | 6           | 0          |
| K. Mangane    | 26           | 1            | 7            | 2            | 4          | 1          | 0           | 0          | 30       | 2      | 7           | 2          |
| X. Margairaz  | 20           | 1            | 1            | 0            | 3          | 0          | 0           | 0          | 23       | 1      | 1           | 0          |
| C. Moulin     | 0            | 0            | 0            | 0            | 0          | 0          | 0           | 0          | 0        | 0      | 0           | 0          |
| J. Muñoz      | 1            | 0            | 0            | 0            | 0          | 0          | 0           | 0          | 1        | 0      | 0           | 0          |
| B. Niakasso   | 10           | 0            | 0            | 0            | 3          | 0          | 0           | 0          | 13       | 0      | 0           | 0          |
| B. Nicoud     | 0            | 0            | 0            | 0            | 0          | 0          | 0           | 0          | 0        | 0      | 0           | 0          |
| M. Nsilulu    | 11           | 0            | 1            | 0            | 0          | 0          | 0           | 0          | 11       | 0      | 1           | 0          |
| R. Nuzzolo    | 4            | 0            | 1            | 0            | 0          | 0          | 0           | 0          | 4        | 0      | 1           | 0          |
| S. Ojong      | 27           | 5            | 2            | 0            | 4          | 0          | 0           | 0          | 31       | 5      | 2           | 0          |
| P. Oppliger   | 28           | 0            | 6            | 0            | 2          | 0          | 0           | 0          | 30       | 0      | 6           | 0          |
| D. Pirelli    | 0            | 0            | 0            | 0            | 0          | 0          | 0           | 0          | 0        | 0      | 0           | 0          |
| M. Portillo   | 30           | 1            | 7            | 0            | 3          | 1          | 0           | 0          | 33       | 2      | 7           | 0          |
| A. Rey        | 20           | 9            | 1            | 0            | 1          | 0          | 0           | 0          | 21       | 9      | 1           | 0          |
| B. Valente    | 11           | 0            | 3            | 0            | 3          | 0          | 2           | 0          | 14       | 0      | 5           | 0          |
| L. Walthert   | 0            | 0            | 0            | 0            | 0          | 0          | 0           | 0          | 0        | 0      | 0           | 0          |
| A. Wiederkehr | 24           | 2            | 3            | 0            | 3          | 0          | 1           | 0          | 27       | 2      | 4           | 0          |
| S. Zambaz     | 32           | 1            | 4            | 1            | 4          | 0          | 0           | 0          | 36       | 1      | 4           | 1          |
| S. von Bergen | 33           | 0            | 2            | 1            | 4          | 0          | 0           | 0          | 37       | 0      | 2           | 1          |